# دالیبور استفانوویچ
دالیبور استفانوویچ (هلندی: Dalibor Stevanović؛ زادهٔ ۲۷ سپتامبر ۱۹۸۴) یک بازیکن فوتبال اهل اسلوونی است.
وی همچنین در تیم ملی فوتبال اسلوونی بازی کرده‌است.